# Deception (serie televisiva)
Deception è una serie televisiva statunitense creata da Liz Heldens per la NBC, trasmessa a partire dal 7 gennaio 2013.

## Trama
Vivian Bowers è una ricca ragazza dell'alta società. Quando viene trovata morta, apparentemente per overdose, la detective Joanna Locasto, sua migliore amica nonché figlia della cameriera della famiglia Bowers, ritorna nella casa dove è cresciuta insieme a Vivian per indagare e scoprire le vere cause della morte della sua migliore amica.

## Personaggi e interpreti

### Personaggi principali
- Joanna Locasto, interpretata da Meagan Good
- Robert Bowers, interpretato da Victor Garber
- Sophia Bowers, interpretata da Katherine LaNasa
- Edward Bowers, interpretato da Tate Donovan
- Mia Bowers, interpretata da Ella Rae Peck
- Julian Bowers, interpretato da Wes Brown
- Will Moreno, interpretato da Laz Alonso
- Samantha Bowers, interpretata da Marin Hinkle

### Personaggi secondari
- Vivian Bowers, interpretata da Bree Williamson
- Tom Vanderfield, interpretato da Geoffrey Cantor
- Dwight Haverstock, interpretato da John Larroquette
- Beverly Padget, interpretata da S. Epatha Merkerson
- Kyle Farrell, interpretato da David A. Gregory

## Episodi
| Stagione       | Episodi | Prima TV USA | Prima TV Italia |
| -------------- | ------- | ------------ | --------------- |
| Prima stagione | 11      | 2013         | inedita         |

## Produzione
La serie è stata ordinata da NBC durante gli upfronts di maggio 2012, per poi essere trasmessa in midseason. Inizialmente chiamata Notorious, è stata ordinata con il nome Infamous, ma il 30 ottobre 2012 il network ha deciso di rinominarla in Deception. Dopo una sola stagione, a maggio 2013 la serie è stata cancellata.